# Nesh (huyện)
Nesh là một huyện thuộc tỉnh Kandahar, Afghanistan. Dân số thời điểm năm 1999 là 11,114 người.